# Liste der niederländischen Literaturpreise
Zu den in den Niederlanden vergebenen Literaturpreisen gehören:
- P.C.-Hooft-Preis (P.C. Hooft-prijs) – seit 1947 – verliehen von der Stichting P.C. Hooft-prijs voor Letterkunde – für das Gesamtwerk d. Schriftstellers
- Constantijn-Huygens-Preis (Constantijn Huygensprijs) – seit 1947 – verliehen von der Jan-Campert-Stiftung – für das Lebenswerk, Preisgeld 10.000 Euro
- Libris-Literaturpreis (Libris Literatuur Prijs) – seit 1994 – für den besten fiktionalen niederländischsprachigen Roman des vergangenen Kalenderjahres, Preisgeld 50.000 Euro
- BookSpot Literatuurprijs – für fiktionale oder nichtfiktionale Werke – seit 2018 – vor 2015 AKO-Literaturpreis, vor 2018 ECI Literatuurprijs; Preisgeld 50.000 Euro
ECI Literatuurprijs – 2015–2017 – heute BookSpot Literatuurprijs
AKO Literatuurprijs – 1987–1996 und 2000–2014 – heute BookSpot Literatuurprijs
Fortis-Literaturpreis (Fortis Literatuurprijs) – 1999 – Sponsor Fortis – heute BookSpot Literatuurprijs
Generale-Bank-Literaturpreis (Generale Bank Literatuurprijs) – 1997/1998 – Sponsor Generale Bank, Belgien – heute BookSpot Literatuurprijs
- Preis der Niederländischen Literatur (Prijs der Nederlandse Letteren) – seit 1956 – alle drei Jahre, Preisgeld 40.000 Euro
- Publieksprijs voor het Nederlandse boek, auch Boek van het jaar, früher auch:  Trouw Publieksprijs oder NS Publieksprijs – jährlich, seit 1987 – Preisgeld 7.500 Euro
- Ferdinand-Bordewijk-Preis (F. Bordewijk-prijs), seit 1979, früher Vijverbergprijs, verliehen von der Jan-Campert-Stiftung, Preisgeld 5.000 Euro
Vijverberg-Preis (Vijverbergprijs) – 1948–1978, heute F. Bordewijk-prijs, verliehen von der Jan-Campert-Stiftung
- Lucy B. en C.W. van der Hoogtprijs – seit 1921 jährlich, früher (1925–39) nur C.W. van der Hoogtprijs genannt, davor (1921–24) Haagsche Postprijs
C.W. van der Hoogtprijs – 1925–1939, siehe Lucy B. en C.W. van der Hoogtprijs.
Haagsche Postprijs – 1921–1924, siehe Lucy B. en C.W. van der Hoogtprijs.
- Prijs voor Meesterschap – ab 1920, alle fünf Jahre, an (im Wechsel) Schriftsteller, Historiker, Sprach-/Literaturwissenschaftler, durch die Maatschappij der Nederlandse Letterkunde (MdNL) (dt.: Gesellschaft der Niederländischen Literatur)
- Frans-Kellendonk-Preis (Frans Kellendonk-prijs) – alle drei Jahre ab 1993, durch die Maatschappij der Nederlandse Letterkunde – MdNL (Gesellschaft der Niederländischen Literatur), Preisgeld 5.000 Euro
- Dr. Wijnaendts Francken-prijs (Dr.-Wijnarndts-Francken-Preis) – seit 1935, dreijährlich, durch die Maatschappij der Nederlandse Letterkunde – MdNL (Gesellschaft der Niederländischen Literatur)
- Henriette-Roland-Holst-Preis (Henriette Roland Holst-prijs) – seit 1957, dreijährlich, De Arbeiderpers, durch die Maatschappij der Nederlandse Letterkunde – MdNL (Gesellschaft der Niederländischen Literatur)
- Kruyskamp-Preis (Kruyskamp-prijs) – durch die Maatschappij der Nederlandse Letterkunde – MdNL (Gesellschaft der Niederländischen Literatur)
- Henriette-de-Beaufort-Preis (Henriëtte de Beaufort-prijs) – durch die Maatschappij der Nederlandse Letterkunde – MdNL (Gesellschaft der Niederländischen Literatur)
- C. Louis Leipoldt-prijs – 350-jährige Beziehung Niederlande-Südafrika, 2002 verliehen, durch die Maatschappij der Nederlandse Letterkunde – MdNL (Gesellschaft der Niederländischen Literatur)
- Meiprijs – 1932 u. 1934 verliehen durch die Maatschappij der Nederlandse Letterkunde – MdNL (Gesellschaft der Niederländischen Literatur)
- Prijs der Kritiek – Kritikerpreis 1960 bis 1971, zweijährlich durch die Maatschappij der Nederlandse Letterkunde – MdNL (Gesellschaft der Niederländischen Literatur)
- Hebban Awards – Kategorien: Literatur/Romane, Thriller/Spannung, Feelgood, Fantasy/Science Fiction, Young adult, Junior, Non-Fiction, Kulinarisch
- Harland Award – seit 1976 für beste Fantasy-Erzählung (sciencefiction-, fantasy- of horrorverhaal), seit 2015 zusätzlich auch für besten Fantasy-Roman
- Anton-Wachter-Preis – (Anton Wachterprijs) – seit 1977 – alle zwei Jahre; für den besten Debütroman, Preisgeld 2.000 Euro
- Charlotte Köhler Stipendium – seit 1988 – für Nachwuchsautoren, Preisgeld 7.000 Euro
- Charlotte-Köhler-Preis – seit 1988 – alle drei Jahre, Preisgeld 18.000 Euro
- BNG Nieuwe Literatuurprijs (BNG Neuer Literaturpreis) – Nachwuchspreis für Prosawerke, jährlich 15.000 Euro, seit 1995; Name 1995: Dif/BNG Aanmoedigingsprijs (= Dif/BNG-Förderpreis)
- Write Now! - Schreibwettbewerb für Jugendliche und junge Erwachsene zw. 15 u. 24 Jahren, seit 2000, Stiftung (stichting) Passionate Bulkboek
- ANV-Debutantenprijs (ANV-Debütantenpreis) – seit 1995 jährlich, Preisgeld 7.500 Euro – Nachwuchspreis für fiktionales Debut – Sponsor: Algemeen-Nederlands Verbond
(Dordtse) Debutantenprijs – 1995–2006 – heute ANV-Debutantenprijs
Academica Debutantenprijs – 2007–2010 – heute ANV-Debutantenprijs
Academica Literatuurprijs – 2011–2014 – heute ANV-Debutantenprijs
- Neuer Prosapreis Venlo (Nieuw Proza Prijs Venlo) – 1989–2016, vorher Rabobank Lenteprijs voor Literatuur und Nieuw Proza Prijs – beste Kurzgeschichte/Erzählung, für Nachwuchsautoren, Preisgeld 1.250 Euro
Rabobank Lenteprijs voor Literatuur – 1989–2002 – siehe: Nieuw Proza Prijs Venlo
Nieuw Proza Prijs – 2004–2005 – siehe: Nieuw Proza Prijs Venlo
- Gouden Ezelsoor – 1979 bis 2008; für das meistverkaufte Erstlingswerk
- Geertjan-Lubberhuizen-Preis (Geertjan Lubberhuizenprijs) – von 1984-2004 für das beste Prosadebüt; s. a. Marten Toonder, Selexyd-Debütpreis
- Selexyz-Debütpreis (Selexyz Debuutprijs) für das beste Prosadebüt – 2006 bis 2011, 10.000 Euro – voortzetting van de Marten Toonder/Geertjan Lubberhuizenprijs
- Multatuli-Preis – 1972–2003, früher Prosa-Preis der Stadt Amsterdam (1946–1971)
Prosapreis der Stadt Amsterdam (Prozaprijs van de gemeente Amsterdam), siehe Multatuli-Preis
- Busken-Huet-Preis (Busken Huetprijs) – 1972 bis 2002 für Biografien und Essays, dann Amsterdamprijs voor de kunst(en)
Essaypreis der Stadt Amsterdam (Essayprijs van de gemeente Amsterdam) – 1947 bis 1971, dann Busken Huetprijs
- Herman Gorterprijs (Poesiepreis der Stadt Amsterdam), heute Amsterdamprijs voor de kunst, 1972 bis 2002
- Poesiepreis der Stadt Amsterdam (Poëzieprijs van de gemeente Amsterdam) 1945 bis 1971
- Halewijnpreis – Literaturpreis der Stadt Roermond, seit 1987
- Littéraire-Witte-Preis (Littéraire Witte Prijs) – Literaturpreis der Stadt Den Haag, seit 1977, alle zwei Jahre, Preisgeld 5.000,- Euro
- Anna-Blaman-Preis (Anna Blaman Prijs) – alle drei Jahre, seit 1966, durch Prins Bernard Cultuurfonds, organisiert durch Stichting Passionate Bulkboek, Preisgeld 10.000 Euro, Stadt Rotterdam
- C.C.S.-Crone-Preis – C.C.S. Crone-prijs – Utrecht, alle zwei Jahre, seit 2002, außerdem: C.C.S. Crone-stipendium
- C.C.S. Crone-stipendium, Utrecht, ab 2005 zweijährlich, ab 2009 je drei Stipendiaten, siehe den Artikel: C.C.S.-Crone-Preis
- Piter-Jelles-Preis (Piter Jellespriis) – Leeuwarden, seit 1974 alle vier Jahre
- Gysbert Japicxpriis – seit 1947, Verwaltung d. Provinz Friesland, alle drei Jahre – turnusmäßig Prosa- und Poesiewerke, Preisgeld 5.000 Euro
- Dichter des Vaderlands – seit 2000
- Ida-Gerhardt-Poesiepreis (Ida Gerhardt Poëzieprijs) – Zytphen, seit 2000, alle zwei Jahre für Gedichtband, Preisgeld 2.500 Euro.
- C.-Buddingh’-Preis (C. Buddingh'-prijs) – Poesiepreis, jährlich, seit 1988.
- VSB-Poesiepreis (VSB Poëzieprijs) – jährlich seit 1994 für den besten niederländischen Gedichtband[1], Preisgeld 25.000 Euro
- Jan-Campert-Preis (Jan Campert-prijs) – jährlich seit 1948 – Poesiepreis – verliehen von der Jan-Campert-Stiftung, Preisgeld 5.000 Euro.
- Tzumprijs – Preis der Literaturzeitschrift Tzum, seit 2002 "voor de beste literaire zin" (= für den besten literarischen Satz)
- De Inktaap – seit 2002, ein von einer Schüler-/Jugendjury ausgewählter Preis
Jonge Gouden Uil – von 1997-2000, Vorgänger von De Inktaap
- Gouden Zoen – Jugendpreis, 1997–2008 verliehen durch das CPNB
- Gouden Griffel (Goldener Griffel) – Jugendliteraturpreis – seit 1956 bzw. unter diesem Namen seit 1971 – für ursprünglich niederländischsprachige Bücher
Kinderboek van het jaar (Kinderbuch des Jahres) – von 1956 bis 1970, danach: Gouden Griffel (Goldener Griffel)
- Zilveren Griffel – seit 1971 – Kinderbuch-Preis, auch für Übersetzungen ins Niederländische
- Vlag en Wimpel – Kinderbuchpreis der Griffeljury, seit 1980
- Woutertje Pieterse Prijs – Kinder- oder Jugendbuchpreis, seit 1988, Preisgeld 15.000 Euro
- Theo Thijssenprijs – alle drei Jahre, seit 1964; ab 1988 unter diesem Namen, durch die Stiftung (Stichting) P.C. Hooft-prijs voor Letterkunde
Staatsprijs voor kinder- en jeugdliteratuur – von 1964-1988, heute Theo Thijssenprijs, durch die Stiftung (Stichting) P.C. Hooft-prijs voor Letterkunde
- Nienke van Hichtum-prijs – seit 1964 – Kinderbuchautor alle, zwei Jahre
- Prijs van de Nederlandse Kinderjury – Kinderbuch (6-9 Jahre und 10-12 Jahre)
- Crimezone Thriller Award – seit 2002 – Kriminalromane
- Gouden Strop – seit 1986 – Kriminalliteratur
- Schaduwprijs – seit 1997 – für das beste ursprünglich niederländischsprachige Thrillerdebüt
- Vrouw DebuutPrijs Proza – seit 2001, alle zwei Jahre, durch Stichting Poëthement Eindhoven en Vereniging Vrouw&Kultuur, Preisgeld 750 Euro – Rabobank Eindhoven-Veldhoven
- Vrouw DebuutPrijs Poëzie – seit 2013, alle zwei Jahre, Stichting Poëthement Eindhoven en Vereniging Vrouw&Kultuur, Preisgeld 750 Euro - Rabobank Eindhoven-Veldhoven
- Opzij-Literaturpreis – seit 1979, Frauenliteraturpreis, früher: Annie Romeinprijs, Preisgeld 5.000 Euro
Annie Romeinprijs – 1979–2007, jetzt Opzij-Literaturpreis
- Luisterboek Award – Hörbuchpreis – seit 2012
- Else-Otten-Preis – Übersetzerpreis – seit 2000 – alle 2 Jahre – für Übersetzungen aus dem Niederländischen ins Deutsche
- Anne-Frank-Preis – ehem. Literaturpreis, verliehen von 1957 bis 1967
- Certamen poeticum Hoeufftianum – ehem. Preis für neulateinische Dichtung, verliehen von 1844 bis 1978
- Prijs voor kunsten en wetenschappen – 1949
- Cestoda-prijs – 1975 bis 1990
- Europese Literatuurprijs – Übersetzerpreis – seit 2011, für Übersetzungen ins Niederländische